# Grand Balkan
Pour les articles homonymes, voir Balkan.
Le Grand Balkan (en bulgare : Стара планина, serbe en écriture cyrillique : Стара планина et serbe en écriture latine : Stara planina, soit « vieille montagne »), est une chaîne de montagnes des Balkans située en Bulgarie et Serbie. Son point culminant est le pic Botev (2 376 m).

## Toponymie
Dans l'Antiquité, elle était connue sous les noms de Αίμος (Aímos « neigeux ») en grec et Haemus  en latin. Le nom actuel est d'origine turque (balkan signifie « glissant, rocailleux »).

## Géographie

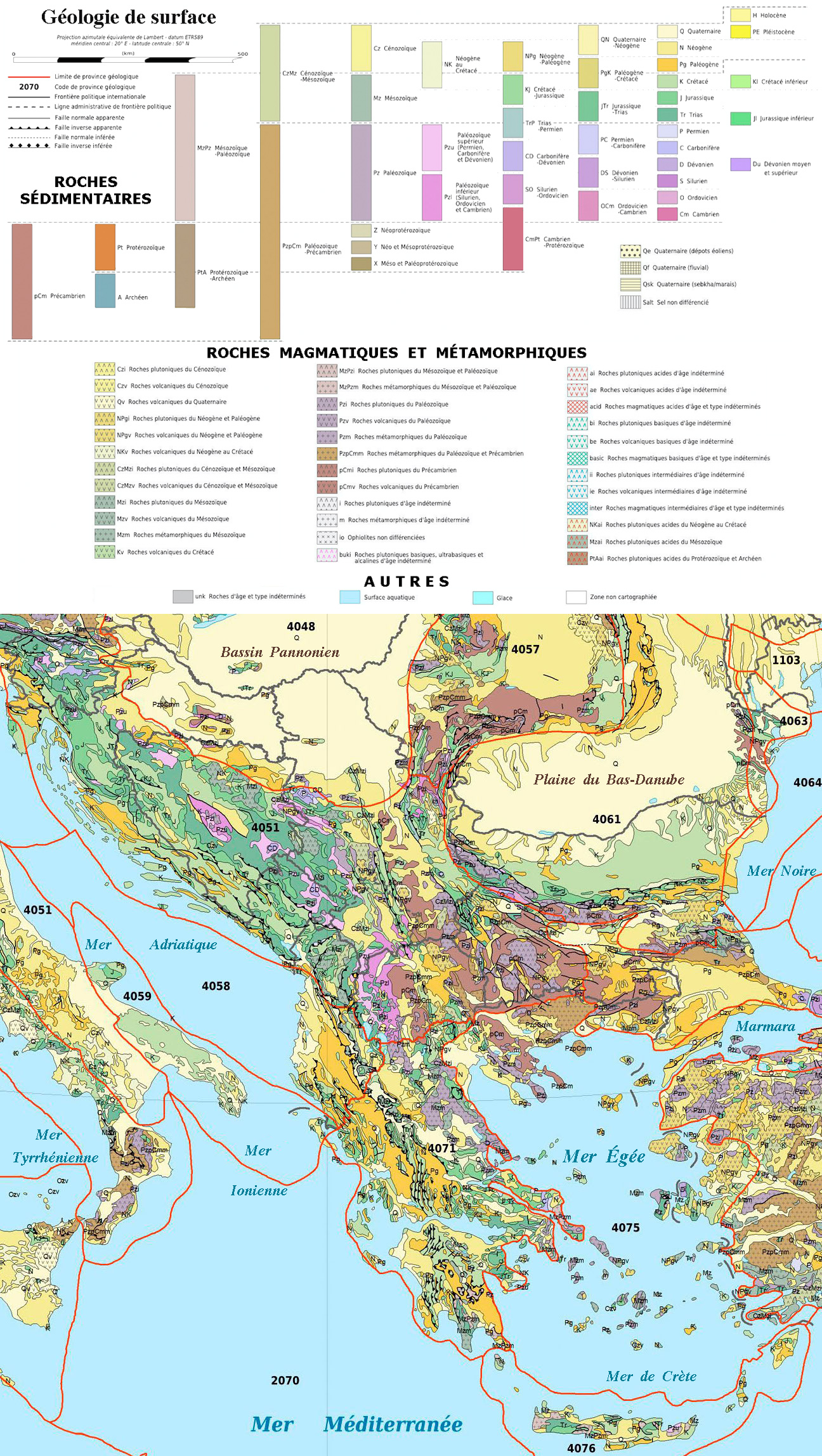
Carte géologique des Balkans montrant les développements paléozoïques et mésozoïques du Grand Balkan.

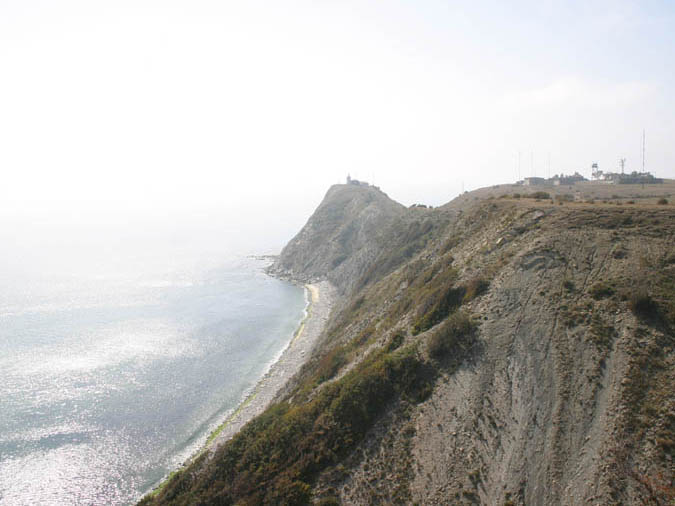
Vue du cap Éminé.

### Situation
Le Grand Balkan est une chaîne de montagnes de moyenne altitude orientée ouest-est qui s'étend sur environ 530 km. Elle traverse le centre de la Bulgarie de la vallée de la rivière Timok à proximité de la frontière serbe jusqu'au cap Éminé sur la mer Noire. Le Grand Balkan forme la frontière entre le bassin du Danube au nord et celui de la rivière Maritsa au sud. Au nord, le Grand Balkan s'abaisse par une série de plateaux vers la plaine du Danube ; au sud, la montagne est plus sauvage et présente, ici et là, des parois rocheuses creusées par de profondes gorges. Au pied de ces massifs rocheux jaillissent des sources d'eau chaude manifestant l'existence d'une activité volcanique résiduelle.
Au nord du Grand Balkan, un barrage a été construit à proximité de la localité de Montana, donnant naissance au lac Ogosta. Au sud du Grand Balkan, il existe un autre lac de barrage : le lac de Koprinka.
Le Grand Balkan est parallèle à la chaîne montagneuse du Sredna Gora située plus au sud et en est séparée par la vallée des Roses, célèbre pour ses vastes champs de rosiers.

### Subdivisions
La chaîne du Grand Balkan est traversée par le défilé de la rivière Iskar (faisant partie du bassin du Danube) où se situe la séparation entre Balkan occidental et oriental.
Les sous-massifs principaux du Balkan occidental sont d'ouest en est :
- Balkan de Saint-Nicolas ;
- Balkan de Berkovitsa ;
- Balkan de Vratsa.

Les sous-massifs principaux du Balkan oriental sont d'ouest en est :
- Murgash Planina ;
- Balkan d'Etropolé ;
- Klisurska Planina ;
- Troyanska Planina (montagne de Trajan).

Plus à l'est, la chaîne se divise en plusieurs chaînons secondaires dont le Petit Balkan et le Binar-Dagh, se terminant par l'Émine-Balkan dont le cap du même nom constitue l'extrémité orientale.
Veliko Tarnovo, Stara Zagora, Montana, Trojan, Vratsa, Berkovitsa, Étropolé, Lovetch, Gabrovo, Sliven et Kazanlak sont les villes les plus importantes du Grand Balkan.

### Sommets
- Pic Botev 2 376 m
- Malkiyat yumruk 2 340 m

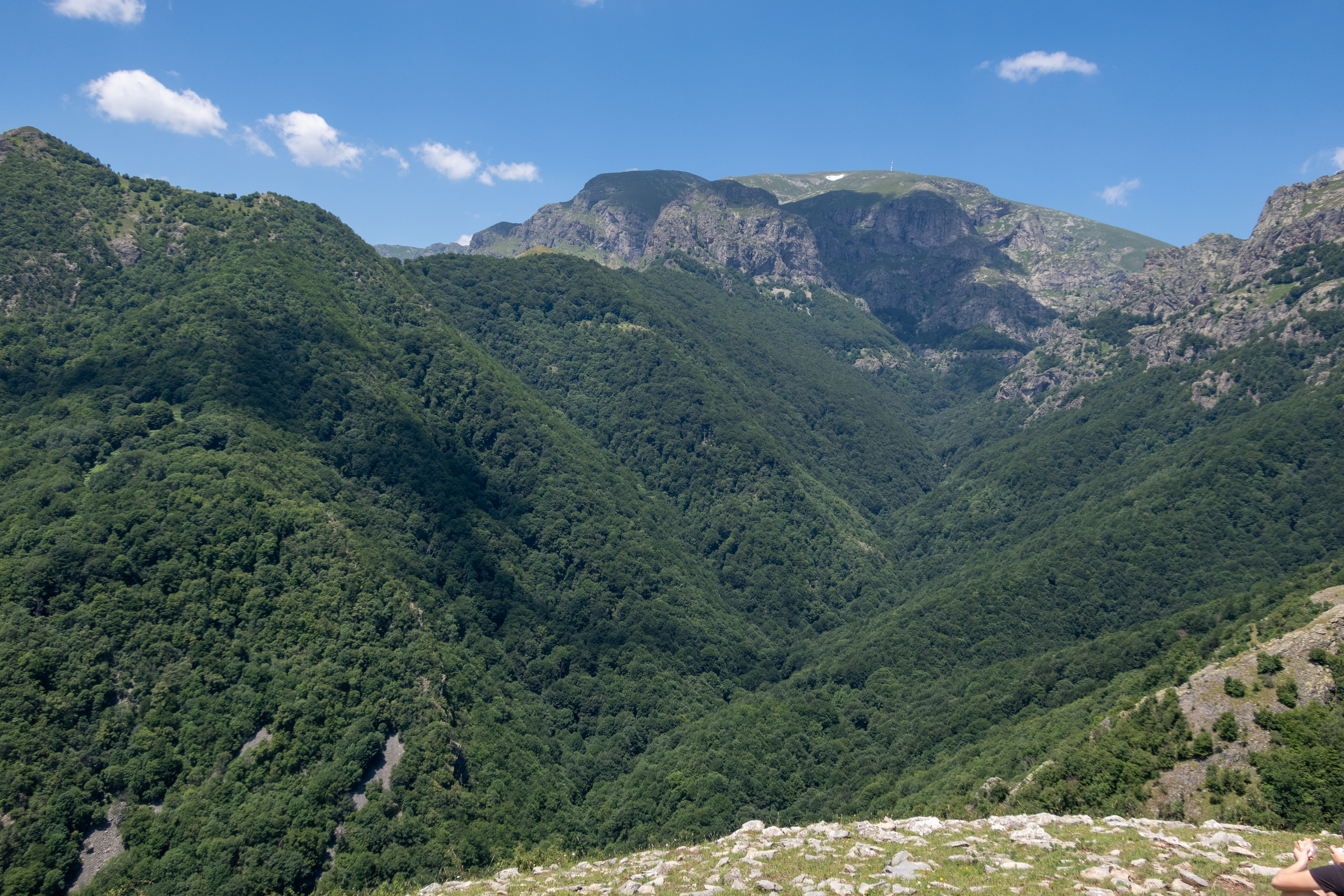
Vue du pic Botev.

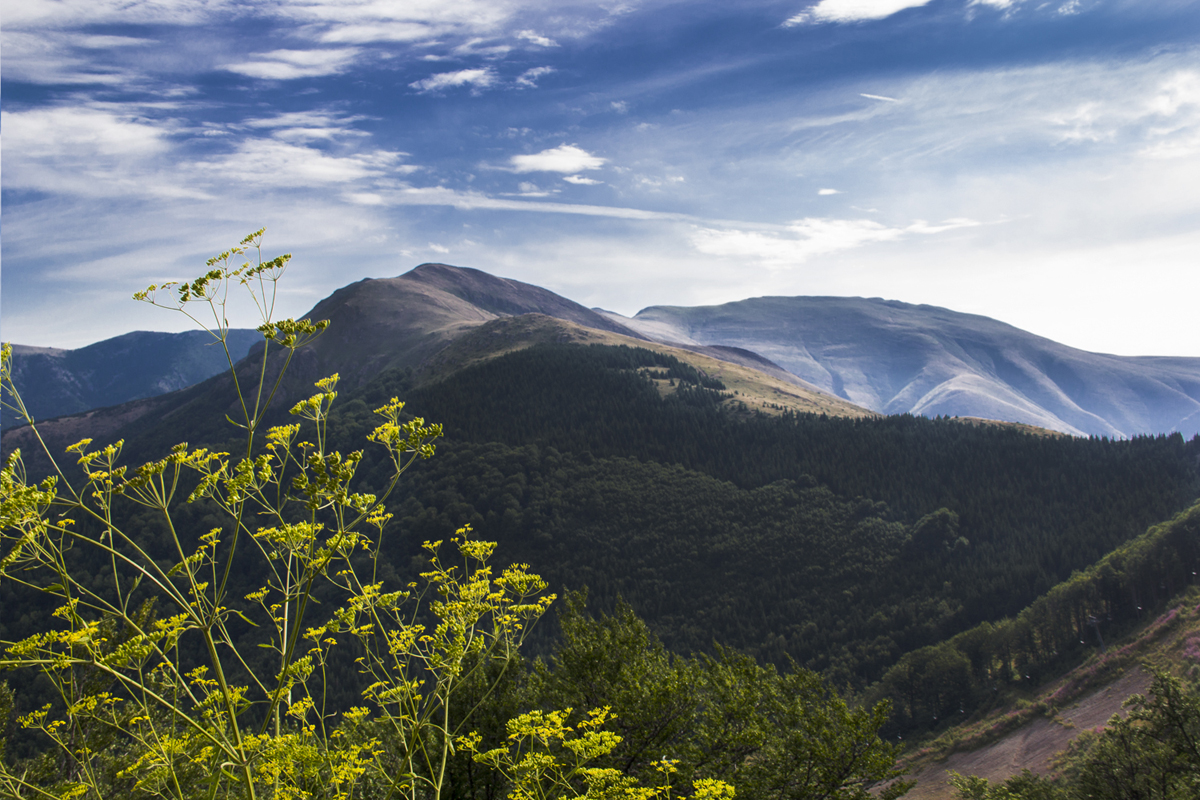
Vue du Midžor, point culminant de la Serbie.

- Golyam Kademliya (Triglav) 2 276 m
- Mlechen chal 2 255 m
- Zhaltets 2 227 m
- Paradzhika 2 209 m
- Pic Vezhen 2 198 m
- Midžor 2 169 m, point culminant de la Serbie
- Golyam Kupen 2 169 m
- Levski 2 166 m

### Cols

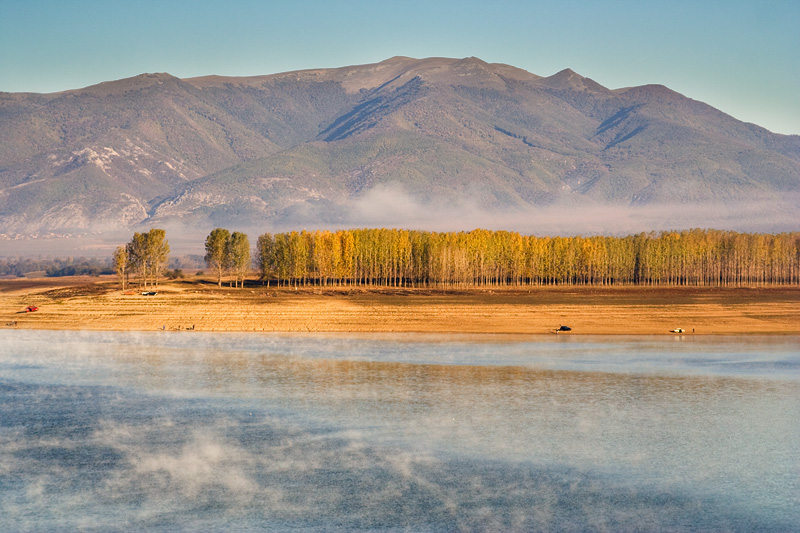
Lac de Koprinka.

Les montagnes sont traversées par 20 cols et deux gorges. Des routes permettant de traverser la chaîne sont les suivantes (d'ouest en est) :
- col Petrohan : Sofia - Montana ;
- gorge Iskar (Iskarski prolom) : Sofia - Vratsa (également ligne de chemin de fer) ;
- col Vitinya : autoroute Hemus (A2), Sofia - Botevgrad ;
- col Zlatishki (Zlatishki prohod) : Zlatitsa - Etropole (fermé) ;
- col Beklemeto : Troyan - Sopot ;
- col de Chipka : Gabrovo - Kazanlak (également ligne de chemin de fer) ;
- col de la République (Prohod na republikata) : Veliko Tarnovo - Gurkovo ;
- col Vratnik : Elena - Sliven ;
- col Kotel (Kotlenski prohod) : Kotel - Petolachka (Pentagram) ;
- col Varbitsa (Varbishki prohod) : Shumen - Petolachka ;
- col Rish (Rishki prohod) : Shumen - Karnobat ;
- gorge Luda Kamchiya (Ludokamchiyski prolom) : Provadiya - Karnobat (également ligne de chemin de fer) ;
- col Aytos (Aytoski prohod) : Provadiya - Aytos ;
- col Dyulino (Dyulinski prohod) : Varna - Aytos ;
- col Obzor (Obzorski prohod) : Varna - Burgas, future autoroute Cherno More (A5).

### Géologie
De la mer Noire à Sliven, le versant sud du Grand Balkan est constitué de formations crétacées infiltrées par du porphyre : à l'ouest de Sliven, on trouve principalement du gneiss et du granite, de Chipka à Karlovo, du schiste micacé et aux environs de Sofia, du grès triassique. Les contreforts méridionaux de la chaîne sont constitués de calcaire.

## Histoire
Dans l'Antiquité, le roi thrace Seuthès III fonde, entre 325 et 315 av. J.-C., Seuthopolis, capitale du royaume des Odryses. Les ruines de Seuthopolis se trouvent aujourd'hui près de Kazanlak au sud du Grand Balkan. La ville est prise et mise à sac par les Celtes en 281 av. J.-C.

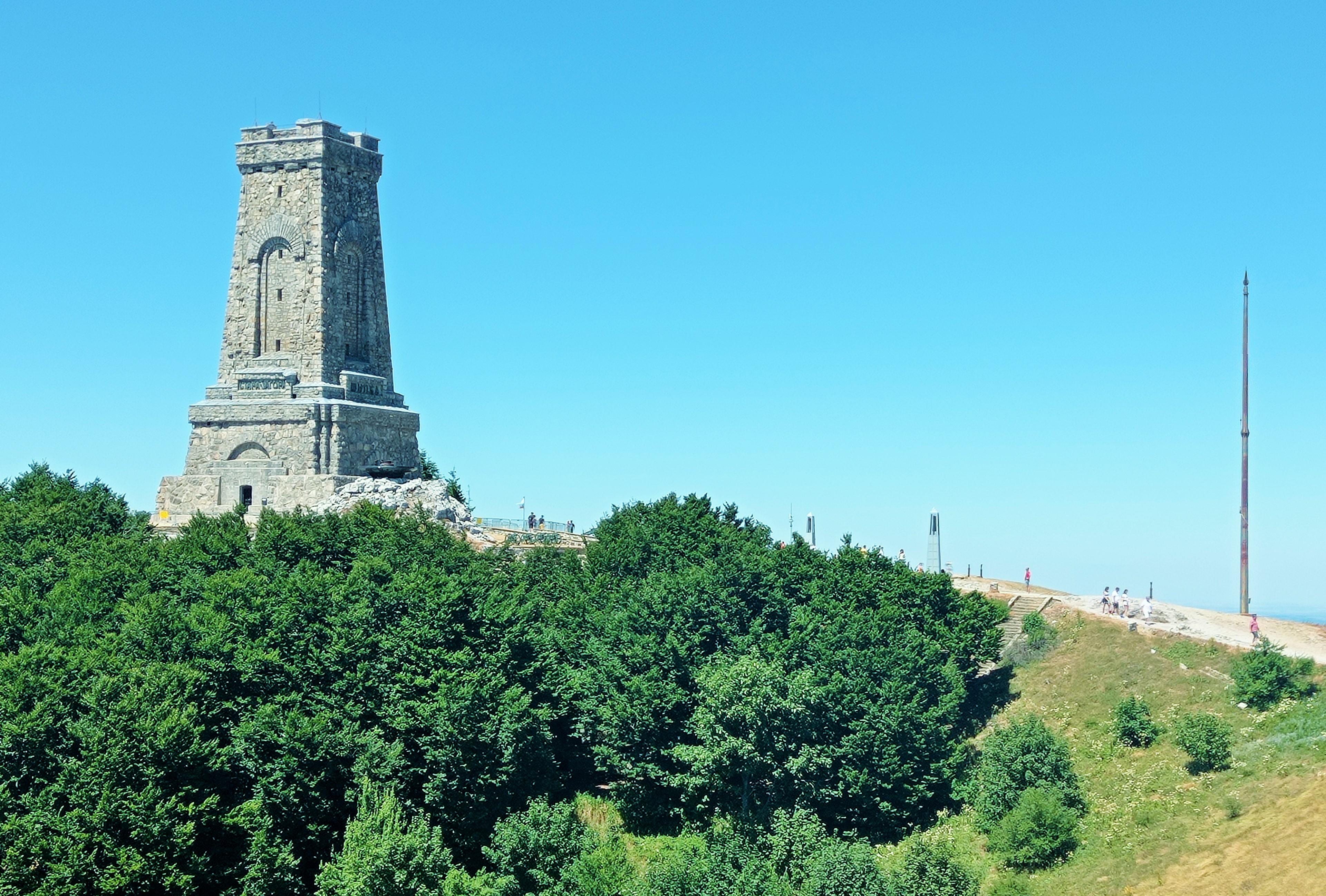
Monument du col de Chipka.

La région du Grand Balkan est définitivement conquise les Romains en 29 av. J.-C. et transformée en province de Mésie en l'an 6 apr. J.-C. Ils connaissaient déjà les passages en altitude pour franchir l'Haemus, appellation romaine du Balkan. Au IIIe siècle, la région subit les invasions des Goths.
Au Moyen Âge, le Grand Balkan, lieu stratégique de passage entre le Nord et le Sud des Balkans, a connu de nombreuses batailles entre l'Empire bulgare et l'Empire byzantin, notamment la bataille du col de Rish en 759, la bataille du col de Varbitsa en 811, la bataille de Tryavna en 1190 et la bataille de Devina en 1279.
Au XIXe siècle, l'Empire russe vient au secours des orthodoxes chrétiens des Balkans (dont les Bulgares) contre l'Empire ottoman. En 1829, les troupes russes franchissent une première fois le Grand Balkan pour défendre les insurgés en Grèce, atteignant la ville turque d'Edirne, l'ancienne Andrinople. Les Russes interviennent de nouveau après l'échec de l'insurrection bulgare d'avril 1876. De juillet 1877 à janvier 1878, le col de Chika est le théâtre de combats sanglants lors de la bataille de Chipka entre les armées de l'Empire russe et des insurgés bulgares d'une part et de l'Empire ottoman d'autre part. Un mémorial et un monastère ont été construits au col de Chipka pour commémorer et conserver le souvenir de ces affrontements. La ville de Véliko Tarnovo est connue pour avoir été le foyer de résistance contre l'occupant turc. C'est de cette ville qu'est parti le mouvement de la Renaissance nationale bulgare au XIXe siècle.

## Activités

### Protection environnementale
En Serbie, une partie du Grand Balkan, sous le nom de « Stara planina », est inscrite sur la liste des parcs naturels du pays (identifiant no PP 16) et est considérée comme une zone importante pour la conservation des oiseaux (ZICO no RS030).
En Bulgarie, quatre grandes aires protégées ont été créées dans le Grand Balkan :
- parc national du Balkan central, créé en 1991 dans la partie centrale la plus élevée en altitude du Grand Balkan, couvrant une superficie de 20 019 ha ;
- parc naturel Balkan Vrachanski, situé sur le versant nord de la partie occidentale du Grand Balkan, couvrant une superficie de 30 129 ha sur le territoire des localités de Vratsa, Krivodol, Mezdra, Varchets et Svogué ;
- parc naturel Bulgarka, situé sur le versant nord du Grand Balkan, couvrant 22 000 ha dans la partie centrale et orientale de la chaîne de montagnes entre les villes de Gabrovo et Kazanlak ;
- parc naturel Sinite Kamani, situé sur le versant sud de la partie orientale du Grand Balkan, couvrant 11 380 ha à la limite nord de la capitale provinciale Sliven. Elle inclut la réserve naturelle Kutelka.

Il existe également 20 réserves naturelles.